# Vitale Sala
Vitale Sala (Cernusco Lombardone, 1803 – Milano, 1835) è stato un pittore italiano.

## Biografia
Vitale Sala nacque a Cernusco Lombardone, nel 1803. Durante il suo percorso di studi all'Accademia di Brera frequentò, contemporaneamente, insieme a Carlo Bellosio, la scuola di Pelagio Palagi  in Via Camperio.
Dal 1816 la sua partecipazione ai concorsi braidensi fu molto assidua, vincendo nel 1822 il Grande Concorso per il disegno di figura con I Funerali di Patroclo e non molto tempo dopo il Grande Concorso di Brera con la tela Dante incontra Paolo e Francesca.
Fu attivo come frescante presso varie chiese lombarde e piemontesi, quali la Cattedrale di Sant'Ambrogio di Vigevano, dove realizzò l'affresco della volta del presbiterio e i pennacchi della cupola, la basilica di Santo Stefano Maggiore di Milano e il duomo di Novara
Morì prematuramente all'età di 32 anni mentre portava avanti la decorazione dei palazzi reali di Casa Savoia, tra cui la Palazzina di caccia di Stupinigi e il Castello di Racconigi insieme a Pelagio Pelagi, suo maestro e Carlo Bellosio . 

## Opere
- I funerali di Patroclo, disegno
- Dante incontra Paolo e Francesca, 1823, olio su tela, 228,5 x 162,5 cm, Pinacoteca di Brera
- La partenza di Attilio Regolo, olio su tela
- Rinvenimento del corpo di Santo Stefano, affresco, Basilica di Santo Stefano Maggiore[4]
- Affreschi del Duomo di Vigevano:
  - Gloria di S. Ambrogio[5]
  - Evangelisti
- Affreschi nel duomo di Novara (1831-1834)
- Ritratto di Federico Moja,  olio su tela, 35 x 40,5 cm, Pinacoteca di Brera

## Galleria d'immagini

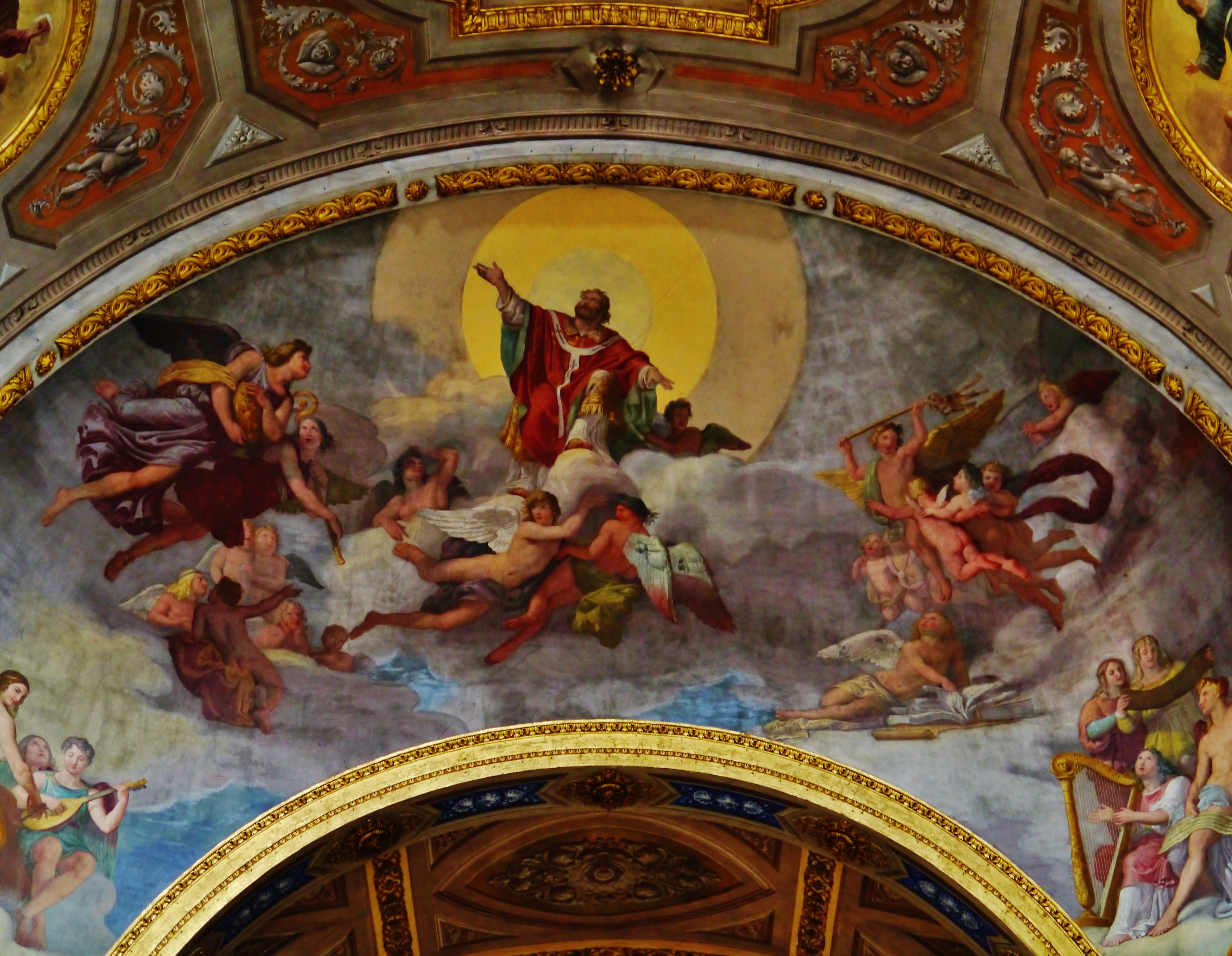
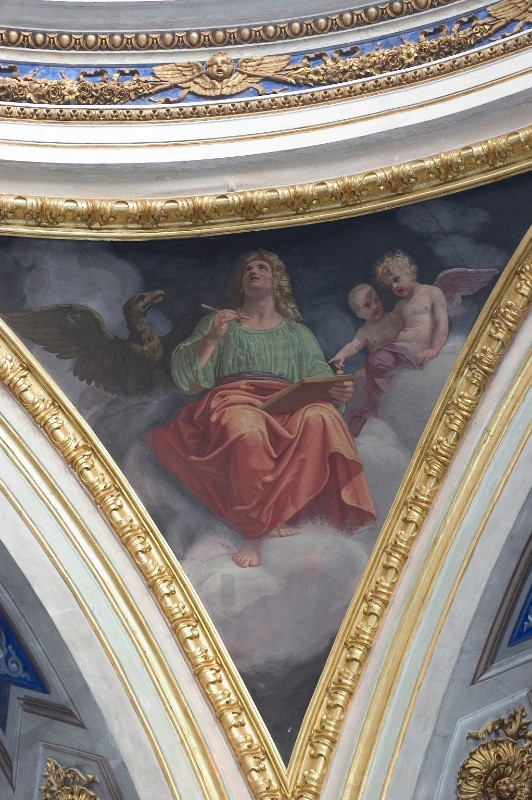
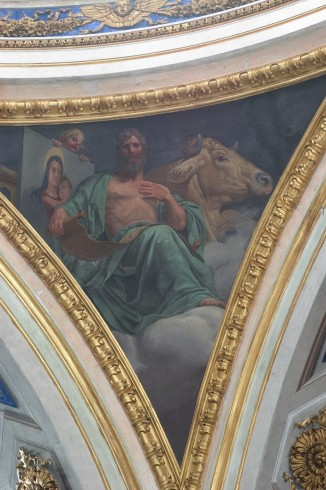